# Муніципалітети Іспанії

Карта іспанських муніципалітетів

Муніципаліте́ти (ісп. municipios, muniˈθipjos) — адміністративно-територіальна одиниця третього рівня в Іспанії. Базові одиниці іспанського самоврядування згідно з чинною іспанською Конституцією (Ст. 137). Перебувають у складі провінцій або комарок. Поділяються на одиниці меншого рівня — парафії. Мають у своєму складі міста або містечка. Керуються муніципальними радами (ісп. ayuntamiento), очолюються алькадами (ісп. alcalde). Станом на 2014 рік в країні нараховувалося 8122 муніципалітети.